# Europäisches Turnier der Junioren 1957

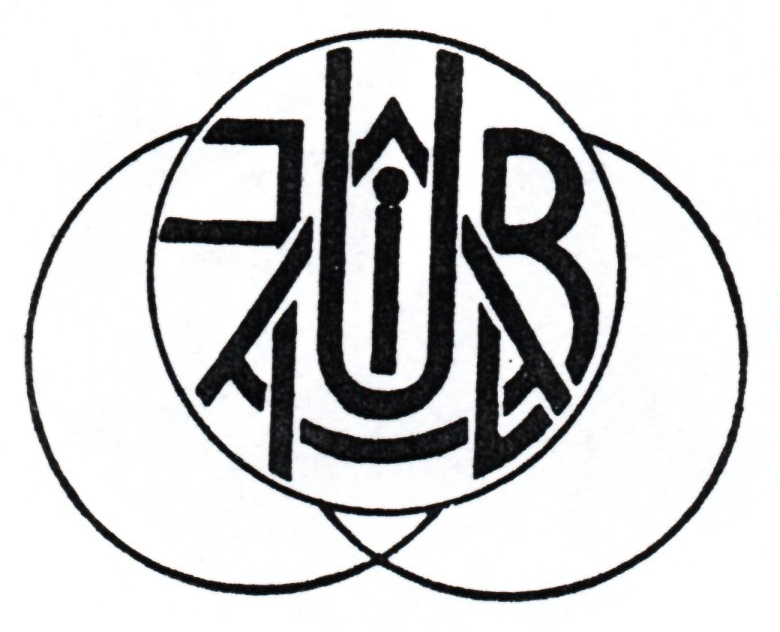
Logo UIFAB (ausrichtender Verband)

Die Zweikampf-Europameisterschaft der Junioren 1957, noch unter dem Namen „Europäisches Turnier der Junioren“, war das erste Turnier in dieser Disziplin des Karambolagebillards und fand vom 29. bis zum 30. Mai 1957 in Saarbrücken statt.

## Geschichte
Um die Jugend zu fördern wurde vom Europäischen Billard-Verband UIFAB ein Jugendturnier eingeführt. Es wurde ein Zweikampf mit den Disziplinen Freie Partie und Cadre 47/2 gespielt. Das Turnier hatte aber noch keinen Europameisterschaftsstatus. Zugelassen waren Teilnehmer unter 23 Jahren die an noch keinem internationalen Turnier teilgenommen hatten.

## Modus
Gespielt wurde das ganze Turnier im Round Robin Modus.
1. PP = Partiepunkte
2. MP = Matchpunkte
3. VGD = Verhältnismäßiger Generaldurchschnitt
4. BVED = Bester Einzel Verhältnismäßiger Durchschnitt

Bei der Berechnung des VGD wurden die erzielten Punkte in folgender Weise berechnet:
Freie Partie: Distanz 250 Punkte (erzielte Punkte mal 1)
Cadre 47/2: Distanz 150 Punkte (erzielte Punkte mal 2)
Alle Aufnahmen wurden mal 1 gewertet.
In der Endtabelle wurden die erzielten Partiepunkte vor den Matchpunkten und dem VGD gewertet.

## Abschlusstabelle
| MP    | Match Points (Sieger = 2; Unentschieden = 1; Verlierer = 0) |
| Pkte. | Erzielte Karambolagen                                       |
| Aufn. | Benötigte Versuche                                          |
| GD    | Generaldurchschnitt                                         |
| BED   | Bester Einzeldurchschnitt eines Spielers                    |
| HS    | Höchstserie                                                 |
|       | Bester GD des Turniers                                      |
|       | Bester ED des Turniers                                      |
|       | Beste HS des Turniers                                       |
|       | 1. Platz (Gold)                                             |
|       | 2. Platz (Silber)                                           |
|       | 3. Platz (Bronze)                                           |

| Endklassement | Endklassement   | Endklassement | Endklassement | Endklassement | Endklassement | Endklassement | Endklassement |
| Platz         | Name            | PP            | MP            | Pkte.         | Aufn.         | VGD           | BVED          |
| ------------- | --------------- | ------------- | ------------- | ------------- | ------------- | ------------- | ------------- |
| 1             | Goos Vink       | 12:4          | 6:2           | 2054          | 81            | 25,35         | 38,57         |
| 2             | Walter Zill     | 10:6          | 5:3           | 1768          | 95            | 18,61         | 25,68         |
| 3             | Léo Corin       | 10:6          | 5:3           | 1997          | 108           | 18,49         | 22,00         |
| 4             | Marcel van Dyck | 6:10          | 3:5           | 1862          | 90            | 20,68         | 34,78         |
| 5             | Fritz Günther   | 2:14          | 1:7           | 1172          | 108           | 10,85         | 10,18         |

## Disziplintabellen
| Platz                      | Name            | MP  | Pkte. | Aufn. | GD    | BED   | HS  | VGD   |
| -------------------------- | --------------- | --- | ----- | ----- | ----- | ----- | --- | ----- |
| 1                          | Goos Vink       | 8:0 | 1000  | 32    | 31,25 | 50,00 | 161 | 31,25 |
| 2                          | Léo Corin       | 6:2 | 847   | 51    | 16,60 | 22,72 | 136 | 16,60 |
| 3                          | Walter Zill     | 4:4 | 770   | 40    | 19,25 | 83,33 | 249 | 19,25 |
| 4                          | Marcel van Dyck | 2:6 | 778   | 49    | 15,87 | 25,00 | 161 | 15,87 |
| 5                          | Fritz Günther   | 0:8 | 210   | 40    | 5,25  | -     | 72  | 5,25  |
| Turnierdurchschnitt: 17,00 |                 |     |       |       |       |       |     |       |

| Platz                     | Name            | MP  | Pkte. | Aufn. | GD    | BED   | HS | VGD   |
| ------------------------- | --------------- | --- | ----- | ----- | ----- | ----- | -- | ----- |
| 1                         | Walter Zill     | 6:2 | 499   | 55    | 9,07  | 15,00 | 61 | 18,14 |
| 2                         | Marcel van Dyck | 4:4 | 542   | 41    | 13,21 | 16,66 | 92 | 26,43 |
| 3                         | Goos Vink       | 4:4 | 527   | 49    | 10,75 | 13,63 | 75 | 21,51 |
| 4                         | Léo Corin       | 4:4 | 575   | 57    | 10,08 | 13,63 | 67 | 20,17 |
| 5                         | Fritz Günther   | 2:6 | 481   | 68    | 7,07  | 7,14  | 73 | 14,14 |
| Turnierdurchschnitt: 9,71 |                 |     |       |       |       |       |    |       |